# Støren-klassen
Støren-klassen bestod af torpedobådene Støren og Søløven. De blev begge bygget i Storbritannien (Thornycroft) i 1887 og ankom til Danmark samme år. De to både af Støren-klassen var større og bedre armeret end de foregående både, og var de første danske torpedobåde med torpedoapparater placeret på dækket. Året efter blev der leveret yderligere to torpedobåde, Narhvalen-klassen, der størrelsesmæssigt og armeringsmæssigt mindede om Støren-klassen. Støren blev omdøbt til T. 2 i 1916 og samme år blev Søløven omdøbt til T. 3. Begge skibe blev udfaset i 1919.
| Navn    | Kølen lagt | Søsat | Indgået           | Skæbne         |
| ------- | ---------- | ----- | ----------------- | -------------- |
| Støren  | 1887       | 1887  | 30. august 1887   | udfaset i 1919 |
| Søløven | 1887       | 1887  | 6. september 1887 | udfaset i 1919 |